# Andrij Howorow
Andrij Andrijowytsch Howorow (ukrainisch Андрі́й Андрі́йович Го́воров, englisch Andriy Govorov; * 10. April 1992 in Simferopol) ist ein ukrainischer Schwimmer.

## Karriere
Howorow nahm an den Olympischen Jugend-Sommerspielen 2010 in Singapur teil, wo er über 50 m Rücken und über 50 m Schmetterling Goldmedaillen gewann.
Seine erste Teilnahme an Weltmeisterschaften hatte Howorow bereits 2009 in Rom. Im Folgejahr gewann er bei den Kurzbahnweltmeisterschaften in Dubai mit Silber über 50 m Schmetterling seine erste WM-Medaille. In seiner Paradedisziplin, Schmetterling über 50 m, wurde Howorow 2011 in Stettin auf der Kurzbahn erstmals Europameister. In den Jahren 2013 und 2015 folgten weitere Titel als Europameister auf der Kurzbahn. Auf der Langbahn wurde er 2016 in London und 2018 in Glasgow Europameister.  
Bei seiner Teilnahme an den Olympischen Sommerspielen 2012 gelang  Howorow mit Platz 14 über 50 m Freistil, der einzigen olympischen Schwimmdisziplin über 50 m, kein Einzug in ein olympisches Finale.
Bei seinen zweiten Olympischen Spielen, 2016 in Rio de Janeiro, qualifizierte sich Howorow mit einer persönlichen Bestzeit von 21,46 s als zweitschnellster für das Finale über 50 m Freistil. Dort wurde er mit einer Zeit von 21,74 s Fünfter.
Im Jahr 2018 stellte Howorow mit einer Zeit von 22,27 s einen neuen Weltrekord über 50 m Schmetterling auf.

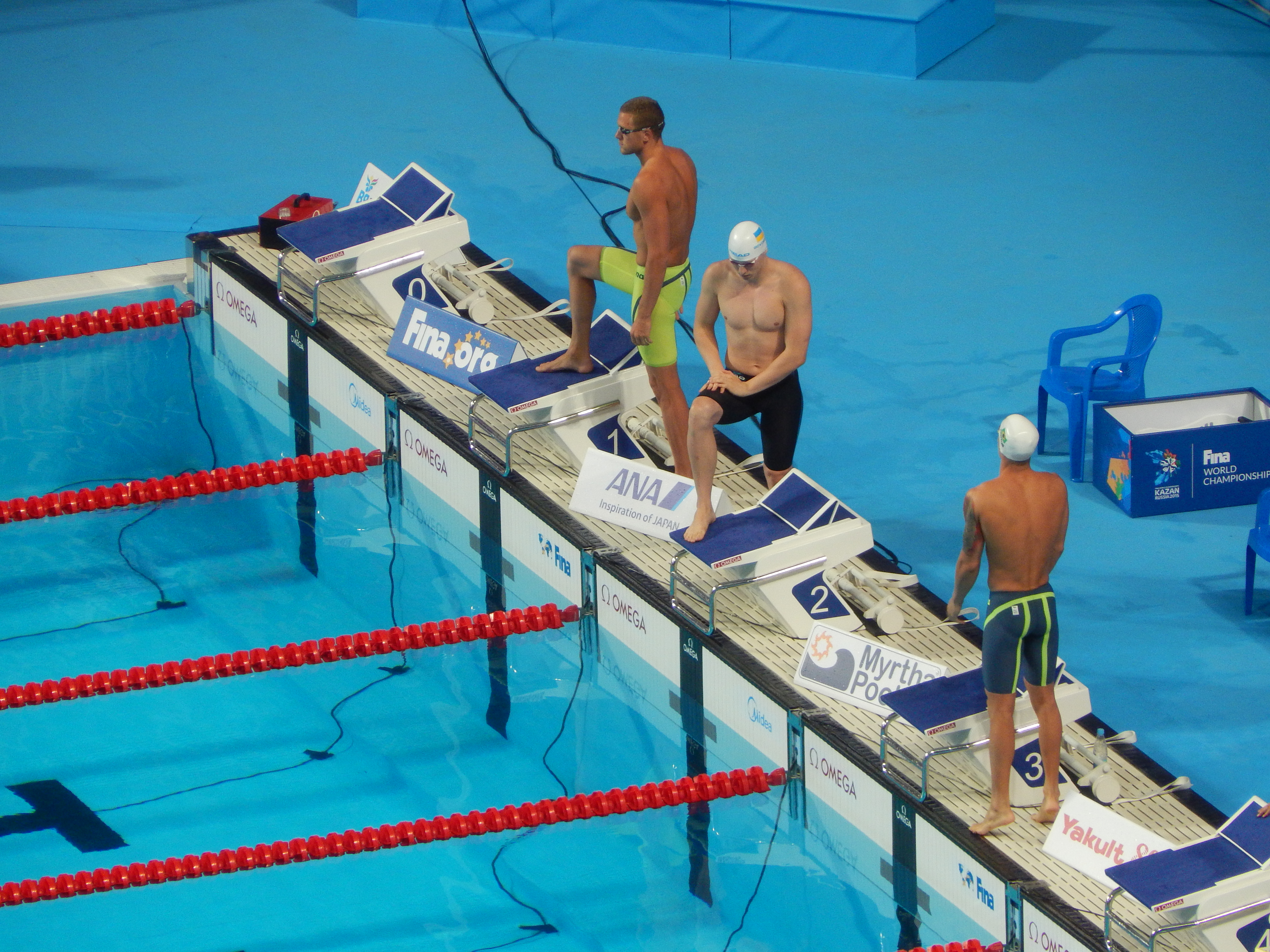
Howorow (Mitte) bei der WM 2015 in Kasan

## Persönliches
Howorow wurde in Simferopol auf der Krim geboren. Nach der  Annexion der Krim 2014 trat er weiterhin für die Ukraine an. Nach dem russischen Überfall auf die Ukraine 2022 forderte Howorow die FINA auf, russische Sportler von internationalen Wettkämpfen auszuschließen. Ende März 2022 beschloss die FINA einen solchen Ausschluss russischer und belarussischer Sportler.